# František Vicena
František Vicena (24. června 1933 Znojmo – 15. října 1984 Praha) byl český herec a divadelní pedagog, manžel herečky Naděždy Vicenové-Prchalové (* 1939).

## Život
Pocházel z umělecké rodiny, po ukončení základní školy se pokoušel udělat přijímačky na Státní konzervatoř v Brně, kam nebyl přijat. Nakonec vystudoval Střední technickou školu ve Znojmě, kde na ní odmaturoval. Během středoškolských studií hrál v ochotnickém divadle. Po maturitě vystudoval a absolvoval v roce 1955 režii na Divadelní fakultě Janáčkovy akademie múzických umění v Brně. Po absolutoriu hrál nejprve jednu sezónu v Divadle Vítězslava Nezvala v Karlových Varech, odkud přešel do brněnského Divadla Bratří Mrštíků (dnešní Městské divadlo Brno), kde působil pět let. V letech 1963–1965 hrál v Divadle Jiřího Wolkera, v letech 1966–1969 tři roky účinkoval v kladenském Divadle Jaroslava Průchy. Natrvalo pak nakonec zakotvil v Praze v Městských divadlech pražských, kde hrál v letech 1969–1984.
V českém filmu a v Československé televizi se uplatňoval spíše v menších rolích. Dvakrát, pokaždé v jiné roli, si zahrál v seriálu Třicet případů majora Zemana. Nejprve jako předseda Včelák v díle Vrah se skrývá v poli, a poté v díle nazvaném Bílé linky, kde si zahrál polského vrátného Zbyška Broniewského. Mezi jeho nejznámější role patří Adolf Hitler ve sci-fi komedii Zítra vstanu a opařím se čajem, a starý mlynář Máchal v pohádce S čerty nejsou žerty, která měla premiéru až po jeho smrti. V roce 1971 byl obsazen do hlavní role ve filmu Klíč o Janu Zikovi.
Jednalo se také o dabingového herce, recitátora i rozhlasového herce.
Od sedmdesátých let vyučoval na pražské DAMU, kde byl vedoucím studentského Divadla DISK.
Byl velice politicky angažovaný (KSČ, Revoluční odborové hnutí, Svaz českých dramatických umělců).
Postupem času měl čím dál větší problémy s alkoholem.
Dne 15. října 1984 se oběsil doma v koupelně. Pohřben byl v rodinné hrobce na Městském hřbitově v Ústí nad Orlicí.